# Vesneane, Koreț
Vesneane (în ucraineană Весняне) este o comună în raionul Koreț, regiunea Rivne, Ucraina, formată numai din satul de reședință.

## Demografie
Componența lingvistică a comunei Vesneane
     Ucraineană (99,33%)
     Alte limbi (0,67%)
Conform recensământului din 2001, majoritatea populației comunei Vesneane era vorbitoare de ucraineană (99,33%), existând în minoritate și vorbitori de alte limbi.